# Élection présidentielle kiribatienne de 2024
L'élection présidentielle kiribatienne de 2024 a lieu le 25 octobre 2024 afin d'élire le président de la république des Kiribati pour un mandat de quatre ans.
Ayant fait empêcher toute candidature d'opposition, le président sortant Taneti Maamau est réélu pour un troisième et dernier mandat.

## Contexte et candidats
L'élection présidentielle de 2020 voit la réélection de Taneti Maamau, du parti Tobwaan Kiribati, élu une première fois en 2016. Durant son second mandat, il est accusé de s'être attaqué à l'indépendance de la justice, ayant suspendu les juges de la Haute Cour pour des raisons tenues secrètes puis ayant suspendu la Cour d'Appel pour avoir déclaré illégale la tentative du gouvernement d'expulser du pays l'un des juges de la Haute Cour. Le pays se trouve ainsi sans pouvoir judiciaire autre que les cours de magistrats (cours de première instance traitant les affaires de gravité moindre). Le gouvernement nomme alors la procureur général (qui est ministre) Tetiro Semilota « présidente par intérim de la Haute Cour » et unique juge de grande instance, « intensifiant les inquiétudes quant à l'indépendance de la justice et au maintien de l'État de droit » dans le pays.
Lors des élections législatives d'août 2024, bon nombre de candidats se présentent en indépendant, préférant ne choisir leur affiliation politique qu'après leur élection. Les trois quarts des élus se rangent finalement dans le camp présidentiel, le parti Tobwaan Kiribati. Le 13 septembre, ils désignent les députés autorisés à concourir à l'élection présidentielle. La majorité parlementaire valide la candidature de son chef, le président Taneti Maamau, mais interdit la candidature de la cheffe de l'opposition, Tessie Lambourne. Les trois autres députés choisis par la majorité pour concourir sont qualifiés par Radio New Zealand de « candidats fantoches (en) » sélectionnés pour donner une apparence de pluralisme à un scrutin conçu pour la réélection du président Maamau. Il s'agit de Bauntaake Beia, Riteta Iorome et Kaotitaake Kokoria, tous trois néo-entrants au Parlement. Tous sont membres du parti Tobwaan Kiribati.
Tessie Lambourne dénonce alors ce qu'elle qualifie de dérive vers un « État à parti unique » et souligne que les électeurs sont privés de choix.
Riteta Iorome se retire de la course fin septembre, laissant trois candidats.

## Système électoral et politique
Les Kiribati sont une république parlementaire. Le président de la république est à la fois chef d'État et chef du gouvernement. L'élection présidentielle fait suite aux élections législatives et se déroule en deux temps : une sélection des candidats par le parlement, suivie de l'élection proprement dite au suffrage universel direct. 
Seuls les députés peuvent se porter candidats à l'élection présidentielle. Une fois établie la liste des candidats à la candidature, l'ensemble des députés de la Maneaba ni Maungatabu, le parlement, sélectionnent trois ou quatre de ces candidats, à bulletin secret, en deux tours, selon la méthode de Borda. S'il n'y a que trois ou quatre candidats, ils sont sélectionnés d'office, sans que leurs pairs ne soient amenés à voter. La Constitution des Kiribati ne prévoit pas de situation avec moins de trois candidats, mais l'élection présidentielle de 2020 s'est néanmoins faite avec seulement deux candidats, pour la première fois de l'histoire. Les députés sélectionnés par leurs pairs participent alors à une élection au scrutin uninominal majoritaire à un tour par l'ensemble de la population inscrite sur les listes électorales,. Le président est élu de cette manière pour un mandat de quatre ans, renouvelable deux fois de manière consécutive ou non.

## Campagne
Taneti Maamau promet un accroissement mesuré des aides financières pour les personnes âgées, les chômeurs et les personnes handicapées ; une baisse « raisonnable » de l'impôt sur les sociétés ; de chercher à attirer des entreprises étrangères, et mettre en place avec elles des partenariats public-privé ; de financier partiellement les retraites des enseignants des écoles confessionnelles ; de développer l'accès (payant) à l'eau potable dans les foyers ; de fournir des prêts aux communautés pour la lutte contre l'érosion des sols ; de baisser les droits de douane sur les matériaux de construction (bois, ciment, fer) ; d'augmenter les prêts pour couvrir les frais de scolarité ; de sensibiliser par l'éducation aux violences faites aux femmes ; de fournir des bateaux aux îles éparses qui en sont démunies ; d'augmenter le salaire minimum « à un niveau raisonnable » ; de s'assurer que les travailleurs du secteur de la santé puissent recevoir une formation à l'étranger ; d'améliorer l'éclairage public ; d'ouvrir des missions diplomatiques en Australie, en Nouvelle-Zélande et en Suisse ; et de créer un bureau de l'ombudsman.
Ayant été privée de participation au scrutin, l'opposition appelle au boycott de l'élection. L'ancien président Ieremia Tabai argue qu'un boycott est le seul moyen de montrer que Taneti Maamau, dont la réélection ne fait aucun doute, n'a pas le soutien d'une large part de la population.
À quelques jours du scrutin, le candidat Kaotitaake Kokoria fait défection, quittant le parti présidentiel. Il rallie ainsi à lui une partie de l'opposition.

## Résultats
| Candidats                | Candidats                | Partis                   | Voix   | %     |
| ------------------------ | ------------------------ | ------------------------ | ------ | ----- |
|                          | Taneti Maamau            | Tobwaan Kiribati         | 15 239 | 53,70 |
|                          | Kaotitaake Kokoria       | Indépendant              | 12 354 | 43,53 |
|                          | Bauntaake Beia           | Tobwaan Kiribati         | 787    | 2,77  |
|                          |                          |                          |        |       |
| Votes valides            | Votes valides            | Votes valides            | 28 380 | 99,69 |
| Votes blancs et nuls     | Votes blancs et nuls     | Votes blancs et nuls     | 89     | 0,31  |
| Total                    | Total                    | Total                    | 28 469 | 100   |
| Abstention               | Abstention               | Abstention               | 13 329 | 31,89 |
| Inscrits / participation | Inscrits / participation | Inscrits / participation | 41 798 | 68,11 |

## Conséquences
Le scrutin est une victoire pour le président sortant, Taneti Maamau, qui est réélu avec près de 54 % des voix. Son principal opposant, Kaotitaake Kokoria, obtient quant à lui 43 %. L'élection est perçue comme une victoire géopolitique pour la Chine dans le duel d'influence qui l'oppose aux États-Unis dans le Pacifique, Taneti Maamau menant une politique pro-chinoise.